# Canton de Mazières-en-Gâtine
Le canton de Mazières-en-Gâtine est une ancienne division administrative française située dans le département des Deux-Sèvres et la région Poitou-Charentes.

## Géographie
Ce canton était organisé autour de Mazières-en-Gâtine dans l'arrondissement de Parthenay. Son altitude varie de 80 m (Saint-Georges-de-Noisné) à 232 m (Saint-Pardoux) pour une altitude moyenne de 203 m.

## Représentation

### Conseillers généraux de 1833 à 2015
| Période | Période           | Identité                                  | Étiquette          | Qualité |
| ------- | ----------------- | ----------------------------------------- | ------------------ | --- |
| 1833    | 1836              | Élie Constant Savin (1799-1881)           |                    | Juge de paix à Mazières                                                                                     |
| 1836    | 1842              | Victor de la Laurencie (1797-1879)        |                    | Ancien maire de Mazières                                                                                    |
| 1842    | 1848              | Joseph Drouet-Guérineau (1813-1860)       |                    | Avocat Maire de Vausseroux                                                                                  |
| 1848    | 1867              | Charles Bouchet de Grandmay               | Droite             | Ancien officier dans les chasseurs à cheval Propriétaire à Aiffres (château de Grandmay) Député (1849-1851) |
| 1867    | 1871 (décès)      | Julien Pouzet (1817-1871)                 |                    | Propriétaire, docteur en médecine à Mazières                                                                |
| 1871    | 1874              | Eugène Proust (1840-1915)                 | Républicain        | Médecin, propriétaire à Mazières                                                                            |
| 1874    | 1884 (démission)  | Vicomte Charles Xavier Eusèbe de Tusseau  | Droite légitimiste | Propriétaire du château du Petit Chêne, maire de Mazières-en-Gâtine, ancien conseiller d'arrondissement     |
| 1884    | 1910              | Eugène Proust                             | Républicain        | Maire de Mazières-en-Gâtine (1879-1905) Propriétaire à Frontenay-sur-Dive (Vienne)                          |
| 1910    | 1919              | Charles Verriet de Litardière (1849-1929) | Républicain        | Médecin - Maire de Mazières-en-Gâtine (1905-1925), conseiller d'arrondissement                              |
| 1919    | 1934 (démission)  | André Goirand                             | Rad.               | Avocat Député (1924-1927) Sénateur (1927-1944)                                                              |
| 1934    | 1937              | Louis Lucien Mousset                      | Modéré             | Propriétaire à Moutiers-sous-Argenton                                                                       |
| 1937    | 1937 (annulation) | André Goirand                             | Rad.               | Avocat Député (1924-1927) Sénateur (1927-1944) Élu au bénéfice de l'âge                                     |
| 1937    | 1940              | André Pineau (1898-1990)                  | Droite             | Exploitant agricole Maire de Soutiers, conseiller d'arrondissement Nommé conseiller départemental en 1943   |
|         |                   |                                           |                    | |
| 1945    | 1951              | André Pineau                              | DVD-CNIP           | Exploitant agricole Maire de Soutiers                                                                       |
| 1951    | 1964              | Jacques Réyé (1908-2002)                  | MRP                | Médecin Maire de Mazières-en-Gâtine (1945-1971)                                                             |
| 1964    | 1988              | Georges Bobin (1912-1992)                 | CD puis UDF-CDS    | Notaire Vice-président du Conseil général Conseiller régional Maire de Verruyes                             |
| 1988    | 2015              | Jean-Marie Morisset                       | UDF puis UMP       | Directeur informatique Député (1993-2012) Président du Conseil général (2000-2008)                          |

### Conseillers d'arrondissement (de 1833 à 1940)
| Période                                  | Période | Identité                               | Étiquette                | Qualité |
| ---------------------------------------- | ------- | -------------------------------------- | ------------------------ | --- |
| 1833                                     | 1839    | Philippe Corbin (1773-1844)            |                          | Capitaine en retraite, propriétaire à Verruyes                                                              |
| 1839                                     | 1845    | M. Gairault                            |                          | Propriétaire à Saint-Marc-la-Lande                                                                          |
| 1845                                     | 1848    | Comte Charles Xavier Eusèbe de Tusseau |                          | Propriétaire à Mazières                                                                                     |
|                                          |         |                                        |                          | |
| 1895                                     | 1907    | Charles Verriet de Litardière          | Républicain progressiste | Propriétaire et médecin à Mazières                                                                          |
| 1907                                     | 1913    | Camille Pouzet                         | Républicain              | Propriétaire-agriculteur, vice-président de la laiterie coopérative de Mazières-en-Gâtine                   |
| 1913                                     | 1931    | Frédéric Bordier (1873-1954)           | Conservateur             | Licencié en droit, avocat, propriétaire à Vausseroux                                                        |
| 1931                                     | 1937    | Fernand Jouneau                        | Rad.                     | Négociant, adjoint au maire de Saint-Pardoux                                                                |
| 1937                                     | 1938    | André Pineau                           | Droite                   | Maire de Soutiers                                                                                           |
| 12 juin 1938                             | 1940    | M. Jolly                               | Conservateur             | |
| 1940                                     |         |                                        |                          | Les conseils d'arrondissement ont été suspendus par la loi du 12 octobre 1940 et n'ont jamais été réactivés |
| Les données manquantes sont à compléter. |         |                                        |                          | |

## Composition
Le canton de Mazières-en-Gâtine groupait 12 communes et compte 6 882 habitants (population municipale) au 1er janvier 2011.
| Communes                | Population (2012) | Code postal | Code Insee |
| ----------------------- | ----------------- | ----------- | ---------- |
| Beaulieu-sous-Parthenay | 671               | 79420       | 79029      |
| La Boissière-en-Gâtine  | 223               | 79310       | 79040      |
| Clavé                   | 347               | 79420       | 79092      |
| Les Groseillers         | 62                | 79220       | 79139      |
| Mazières-en-Gâtine      | 999               | 79310       | 79172      |
| Saint-Georges-de-Noisné | 709               | 79400       | 79253      |
| Saint-Lin               | 368               | 79420       | 79267      |
| Saint-Marc-la-Lande     | 358               | 79310       | 79271      |
| Saint-Pardoux           | 1 589             | 79310       | 79285      |
| Soutiers                | 267               | 79310       | 79318      |
| Verruyes                | 914               | 79310       | 79345      |
| Vouhé                   | 375               | 79310       | 79354      |

## Démographie
| 1962  | 1968  | 1975  | 1982  | 1990  | 1999  | 2006  | 2011  | - |
| ----- | ----- | ----- | ----- | ----- | ----- | ----- | ----- | - |
| 7 871 | 7 231 | 6 498 | 6 406 | 6 135 | 6 199 | 6 586 | 6 882 | - |

Entre les recensements de 1999 et de 2006, le canton enregistre une hausse de 6,20 % de sa population municipale.
Certaines communes connaissent une poussée démographique plus marquée dépassant les 10 % : Saint-Marc-la-Lande (+12 %), Saint-Pardoux (+11,85 %), et Mazières-en-Gâtine (+11,21 %). Ces deux dernières communes situés sur l'axe Niort-Parthenay profitent de l'effet de rurbanisation de la région entourant ces deux villes en développant de nouvelles zones pavillonnaires depuis 2006. 
Saint-Marc-la-Lande en fait de même, à l'écart de son centre-bourg, en proposant des terrains à bâtir sur son territoire mais agglomérés au centre-bourg du chef lieu de canton, Mazières-en-Gâtine.
Seuls Les Groseillers (-4,11 %), La Boissière-en-Gâtine (-1,20 %) et, dans une moindre mesure Verruyes (-0,33 %), voient leur population décliner.